# Patrycja Polańska
Patrycja Polańska (* 18. Juli 1997) ist eine ehemalige polnische Tennisspielerin.

## Karriere
Polańska begann mit vier Jahren mit dem Tennisspielen und bevorzugt Sandplätze. Sie spielte vor allem Turniere der ITF Juniors World Tennis Tour und 2014 bis 2017 der ITF Women’s World Tennis Tour, wo sie zwei Titel im Doppel gewinnen konnte.

### College Tennis
2018 bis 2022 spielte sie für das Damentennisteam der Lady Demons der Northwestern State University.

## Turniersiege

### Doppel
| Nr. | Datum            | Turnier          | Kategorie   | Belag     | Partnerin      | Finalgegnerinnen                   | Ergebnis         |
| --- | ---------------- | ---------------- | ----------- | --------- | -------------- | ---------------------------------- | ---------------- |
| 1.  | 22. August 2015  | Vinkovci         | ITF $10.000 | Sand      | Ena Babić      | Nina Holanová Katarína Strešnáková | 6:2, 3:6, [11:9] |
| 2.  | 7. November 2015 | Port El-Kantaoui | ITF $10.000 | Hartplatz | Anna Slováková | Daiana Negreanu Kyra Shroff        | 6:3, 2:6, [10:8] |

## Persönliches
Patrycja ist die Tochter von Zbigniew und Monika Polanski und hat einen älteren Bruder. Sie machte ihren Bachelor-Abschluss in Psychologie, Fachrichtung Klinische Psychologie mit Schwerpunkt Suchtforschung.